# Sulcicnephia undecimata
Sulcicnephia undecimata är en tvåvingeart som först beskrevs av Rubtsov 1951.  Sulcicnephia undecimata ingår i släktet Sulcicnephia och familjen knott. Inga underarter finns listade i Catalogue of Life.